# Wincenty Markowski

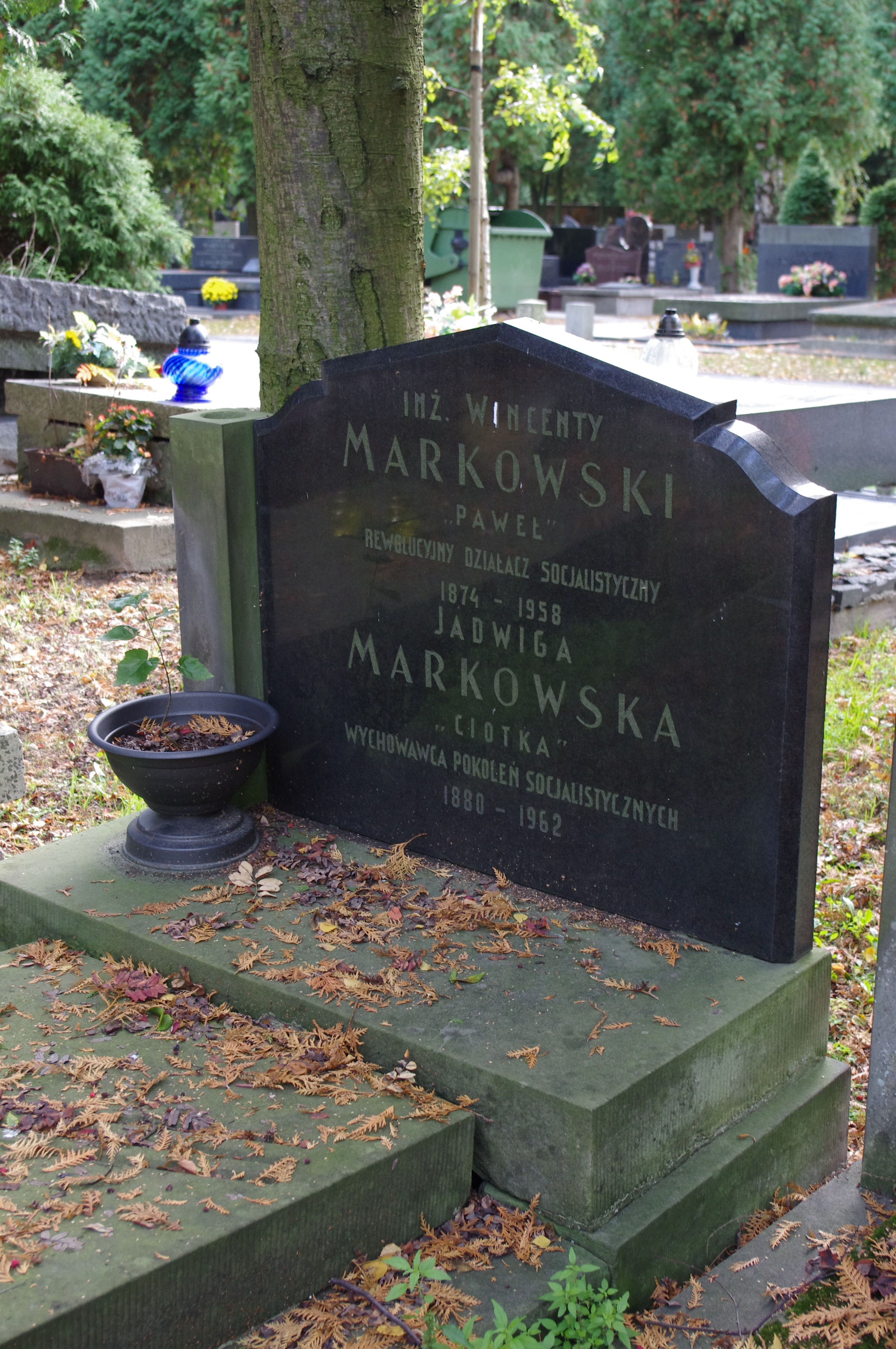
Grób działaczy socjalistycznych Jadwigi i Wincentego Markowskich na cmentarzu Wojskowym na Powązkach w Warszawie

Wincenty Markowski (ur. 28 kwietnia 1874 we wsi Ruszcza, zm. 8 kwietnia 1958 w Warszawie) – działacz socjalistyczny.

## Życiorys
Syn kowala, ślusarz w Zakładach Hutniczych w Starachowicach i Ostrowcu, a następnie inżynier mechanik. Od 1893 r. członek Polskiej Partii Socjalistycznej. W okresie 1903–1904 aresztowany przez władze carskie.
W lutym 1906 r. uczestnik VIII Zjazdu PPS we Lwowie. Wybrany przez Zjazd do Centralnego Komitetu Robotniczego. Po rozłamie w PPS, członek PPS-Lewica.
W latach 1906–1911 studiował w Brukseli uzyskując stopień inżyniera. Po powrocie do kraju działał i pracował w Borysławiu. Po 1918 r. działał w Polskiej Partii Socjalistycznej oraz Komisji Centralnej Związków Zawodowych. W okresie 1936–1939 był zwolennikiem działań jednolitofrontowych.
Po wrześniu 1939 r. najpierw we Lwowie, a od 1942 r. w Warszawie. Uczestniczył w radzie programowej organizacji Polscy Socjaliści. W czerwcu 1942 r. został przewodniczącym Komitetu Centralnego Polskich Socjalistów oraz pod ps. „Lwowski” wszedł do Politycznego Komitetu Porozumiewawczego jako reprezentant Polskiej Partii Socjalistycznej.
W marcu 1943 r. ustępuje miejsca w Politycznym Komitecie Porozumiewawczym Kazimierzowi Pużakowi oraz przystępuje z grupą działaczy Polskich Socjalistów („Grupa zjednoczonych byłych organizacji Polskich Socjalistów”), Socjalistyczną Organizacją Bojową i grupą młodzieży „Płomienie” do PPS-WRN.
W marcu 1945 r. uczestniczył w konspiracyjnym posiedzeniu Rady Naczelnej PPS, pod przywództwem Zygmunta Żuławskiego brał udział w próbach połączenia z „lubelską” PPS oraz próbach zarejestrowania Polskiej Partii Socjalno-Demokratycznej. Ostatecznie wszedł do „lubelskiej” PPS. W kwietniu 1946 r. został dokooptowany do Rady Naczelnej. W grudniu 1947 r. na XXVII Kongresie PPS został wybrany do Centralnego Sądu Partyjnego. W latach 1946–1948 przewodniczył Radzie Wojewódzkiej WK PPS w Łodzi.
Po utworzeniu PZPR w grudniu 1948 r. pozostał jej członkiem, nie pełniąc żadnych funkcji partyjnych.
Był mężem Jadwigi z Żukowskich (1880–1962), działaczki socjalistycznej, posła na Sejm II RP, nauczycielki.
Zmarł w Warszawie. Pochowany na cmentarzu Wojskowym na Powązkach (kwatera B2-13-6).

## Ordery i odznaczenia
- Złoty Krzyż Zasługi (18 maja 1946)[4]